# Кинг-Уильямс-Таун
Кинг-Уильямс-Таун (африк. King William's Town) — город в Восточной Капской провинции, ЮАР, на реке Баффало. Город находится в 40 минутах езды по автомагистрали WNW от порта Ист-Лондон, расположенного на берегу Индийского океана.

## География и экономика
Город расположен на высоте 389 м над уровнем моря у подножия горного хребта Аматола в центре густонаселённого сельскохозяйственного района. Архитектура города хорошо продумана, большинство общественных зданий и магазинов построены из камня. В городе есть предприятия, производящие кондитерские изделия, варенье, свечи, мыло, спички и кожу. Есть большой товарооборот с Ист-Лондоном.
Кинг-Уильямс-Таун имеет ряд пригородов, названных в честь местных достопримечательностей или событий.
В городе находится одно из самых старых почтовых отделений в стране, основанное миссионерами.

## История
Кинг-Уильямс-Таун был важным перевалочным пунктом в торговле с туземцами во всей Каффрарии, сюда была подведена железная дорога. Город был основан в мае 1835 года британским генералом Бенджамином д’Урбаном во время Кафрской войны и назван в честь короля Вильгельма IV. Город был захвачен в 1836 году, но вновь отбит в 1846 году. Кинг-Уильямс-Таун был столицей Английской Каффрарии с момента её создания в 1847 году до основания в 1865 году Капской колонии. Многие колонисты в соседних регионах являются потомками членов Королевского Германского легиона, который был расформирован после Крымской войны, которые осели в Капской колонии. Поэтому в этом регионе часто попадаются населённые пункты с названием Берлин, Брауншвейг, Гамбург, Потсдам.
Местное правительство недавно заявило, что планирует переименовать город, дав ему традиционное африканское имя, так как нынешнее несёт колониальную коннотацию.
Город является домом Губерта, самого известного гиппопотама-путешественника в Южной Африке. Его останки хранятся в музее Amathole.

## Известные люди
- Стив Бико — борец за права черных южноафриканцев, основатель движения «черного самосознания».
- Чарльз Колэн — первый премьер-министр Южной Родезии.
- Гарри Пэджел — регбист, чемпион мира 1995 года.

## Фотографии

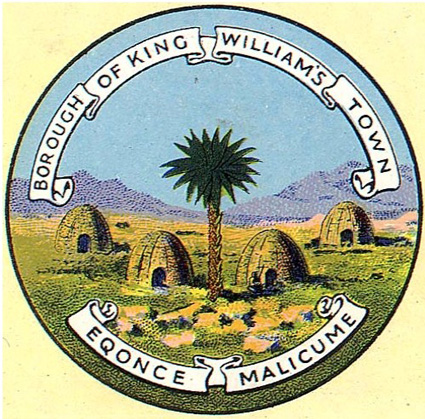
Старый герб города
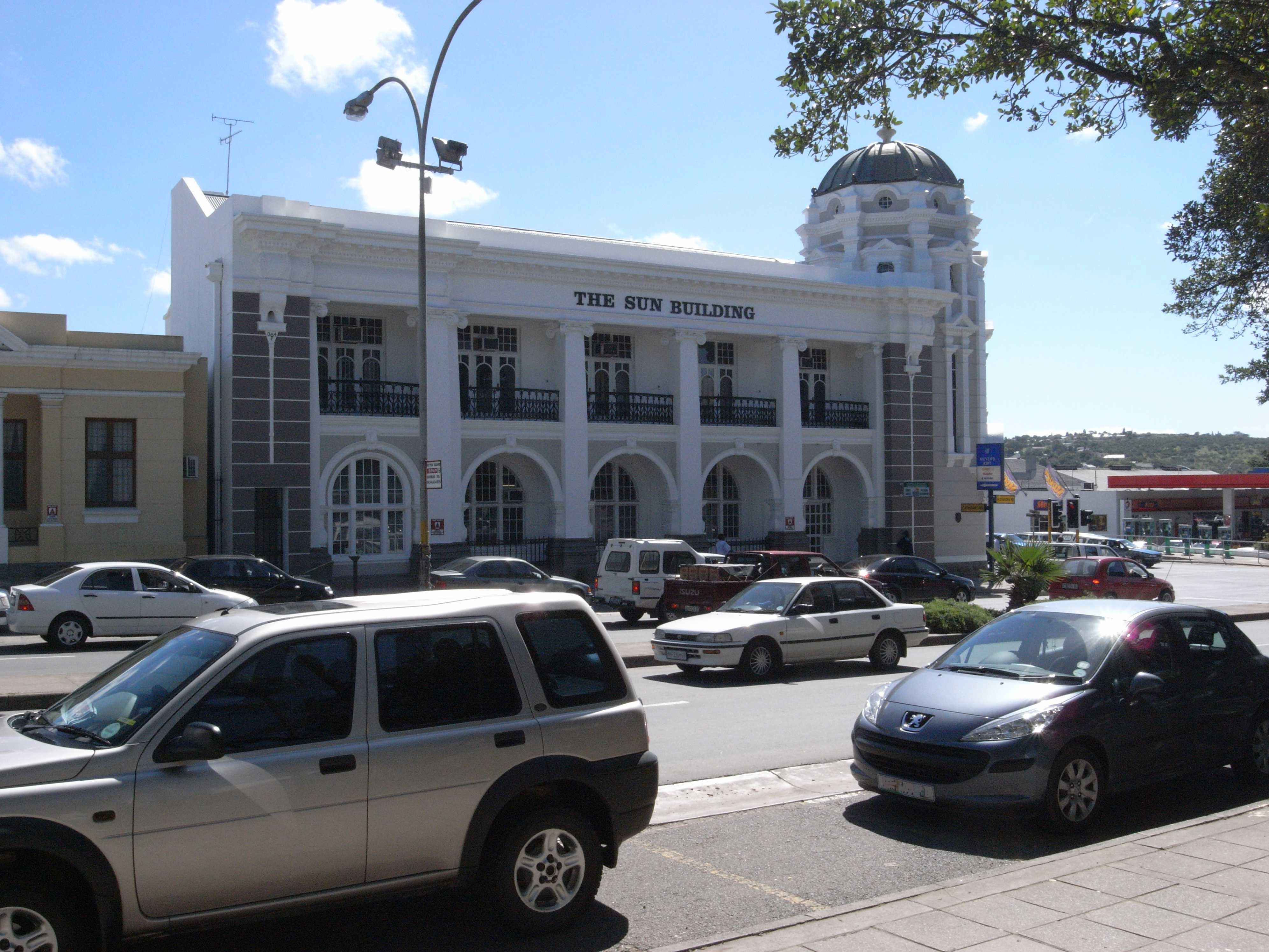
Центральная улица города